# هنري جورج كلوزو
هنري جورج كلوزو (بالفرنسية: Henri-Georges Clouzot) مخرج فرنسي، ولد في نيورت 1907 وتوفي في باريس سنة 1977. يعتبر من أهم المخرجين الفرنسين. فاز بالسعفة الذهبية والدب الذهبي والأسد الذهبي.

## مسيرته
بدأ حياته في الصحافة، ثم كاتب سيناريو قبل أن يخرج أفلامه الأولى خلال فترة الحرب العالمية الثانية. سنة 1943 سيخرج فيلم الغراب الذي سيجر عليه سخط الفرنسيين بسبب ايحائه بأن الفرنسيين يتخابرون مع المحتلين الألمان ويمنعه من مزاولة الإخراج في فرنسا بعد انتهاء الحرب.
بعد العودة إلى الإخراج في اواخر الأربعنيات، سيحقق الفوز في أهم المهرجانات السينمائية الأوروبية.

## أهم أعماله
- الغراب
- منون
- ثمن الخوف
- أجرة الخوف

## وصلات خارجية
- هنري جورج كلوزو على موقع IMDb (الإنجليزية)
- هنري جورج كلوزو على موقع الموسوعة البريطانية (الإنجليزية)
- هنري جورج كلوزو على موقع روتن توميتوز (الإنجليزية)
- هنري جورج كلوزو على موقع مونزينجر (الألمانية)
- هنري جورج كلوزو على موقع ألو سيني (الفرنسية)
- هنري جورج كلوزو على موقع ميوزك برينز (الإنجليزية)
- هنري جورج كلوزو على موقع تيرنر كلاسيك موفيز (الإنجليزية)
- هنري جورج كلوزو على موقع أول موفي (الإنجليزية)
- هنري جورج كلوزو على موقع قاعدة بيانات الأفلام السويدية (السويدية)
- هنري جورج كلوزو على موقع إن إن دي بي (الإنجليزية)

- Henri-Georges Clouzot
- Archive de l'INA